# Mary MacGregor
Mary MacGregor (* 6. Mai 1948 in St. Paul, Minnesota) ist eine US-amerikanische Popsängerin. Sie ist vor allem bekannt für ihren Nummer-eins-Hit Torn Between Two Lovers aus dem Jahr 1977.

## Biografie
Mit sechs Jahren bekam Mary MacGregor Klavierunterricht und als Teenagerin sang sie in verschiedenen Bands. Nach einem Studium an der University of Minnesota war sie Begleitsängerin für verschiedene Interpreten. Dabei wurde sie von Peter Yarrow entdeckt, der nach seiner Zeit mit Peter, Paul & Mary eine Solokarriere begonnen hatte. Als Hintergrundsängerin ging sie mit ihm auf Tour und bei seinem Album Love Songs war sie 1975 auch als Studiosängerin beteiligt.
Anschließend half er ihr bei ihrer Solokarriere. Sie unterschrieb beim Ariola-Ableger in den USA und nahm den von Yarrow geschriebenen Song Torn Between Two Lovers auf. Die Single erschien Ende 1976 und stieg bis auf Platz 1 der US-Singlecharts. Sie wurde ein Millionenseller und war ein internationaler Hit. In Kanada und Australien war das Lied ebenfalls ein Nummer-eins-Hit, in Großbritannien und Neuseeland erreichte es Platz 4 und in weiteren europäischen Ländern kam es ebenfalls in die Charts.
Während Mary MacGregor in den meisten Ländern ein One-Hit-Wonder blieb, war sie in ihrer Heimat auch noch darüber hinaus erfolgreich. Sie veröffentlichte ein Album, das ebenso in die Charts kam, wie zwei weitere Songs daraus. This Girl (Has Turned into a Woman) und For a While waren von Yarrow mitgeschrieben worden, am erstgenannten Song war auch MacGregor selbst beteiligt. Im Jahr darauf folgte bereits das zweite Album … In Your Eyes. Die Vorabsingle war eine Coverversion von I’ve Never Been to Me, ein Song von Charlene, der in deren Version aber erst 1982 ein Nummer-eins-Hit werden sollte. MacGregor hatte mit ihrer Version aber nur einen kleineren Radioerfolg und das kam damit ebenso wenig in die offiziellen Charts wie mit dem Album. Trotzdem hatte sie in dem Jahr noch einen weiteren Hit mit dem Wedding Song, diesmal nicht vom „Peter“, sondern vom „Paul“ von Peter, Paul & Mary. Noel Paul Stookey hatte das Lied für sein erstes Soloalbum geschrieben und hatte damit im Jahr 1971 seinen einzigen Solohit gehabt.
1979 erschien MacGregor auf dem Soundtrack der Bill-Murray-Komödie Meatballs (deutsch Babyspeck und Fleischklößchen). Das von ihr gesungene Good Friend war einer von zwei Hits aus dem Film und brachte ihr mit Platz 39 die zweitbeste Platzierung in den Hot-100-Singlecharts. Das Lied war auch auf dem nach ihr selbst benannten dritten Studioalbum im Jahr 1980 enthalten. Das Album selbst kam nicht in die Charts, aber Dancin’ Like Lovers war ein weiterer Charthit daraus, der allerdings auch ihr letzter Hit war. Danach zog sie sich aus dem Musikgeschäft zurück.

## Diskografie
| Jahr | Titel                   | Höchstplatzierung, Gesamtwochen, AuszeichnungChartplatzierungen (Jahr, Titel, Platzierungen, Wochen, Auszeichnungen, Anmerkungen) | Höchstplatzierung, Gesamtwochen, AuszeichnungChartplatzierungen (Jahr, Titel, Platzierungen, Wochen, Auszeichnungen, Anmerkungen) | Anmerkungen |
| Jahr | Titel                   | UK | US | Anmerkungen |
| ---- | ----------------------- | --- | --- | ----------- |
| 1977 | Torn Between Two Lovers | UK59 (1 Wo.)UK | US17 (19 Wo.)US |             |

Weitere Alben
- 1978: … In Your Eyes
- 1979: Mary MacGregor’s Greatest Hits
- 1980: Mary MacGregor

### Singles
| Jahr | Titel Album                                                 | Höchstplatzierung, Gesamtwochen, AuszeichnungChartplatzierungen (Jahr, Titel, Album, Platzierungen, Wochen, Auszeichnungen, Anmerkungen) | Höchstplatzierung, Gesamtwochen, AuszeichnungChartplatzierungen (Jahr, Titel, Album, Platzierungen, Wochen, Auszeichnungen, Anmerkungen) | Höchstplatzierung, Gesamtwochen, AuszeichnungChartplatzierungen (Jahr, Titel, Album, Platzierungen, Wochen, Auszeichnungen, Anmerkungen) | Anmerkungen                                                                        |
| Jahr | Titel Album                                                 | DE | UK | US | Anmerkungen                                                                        |
| ---- | ----------------------------------------------------------- | --- | --- | --- | ---------------------------------------------------------------------------------- |
| 1976 | Torn Between Two Lovers                                     | DE40 (1 Wo.)DE | UK4 Silber · (10 Wo.)UK | US1 Gold · (22 Wo.)US | Autoren: Phillip Jarrell, Peter Yarrow                                             |
| 1977 | This Girl (Has Turned into a Woman) Torn Between Two Lovers | — | — | US46 (8 Wo.)US | Autoren: Peter Yarrow, Mary MacGregor                                              |
| 1977 | For a While Torn Between Two Lovers                         | — | — | US90 (4 Wo.)US | Autoren: Peter Yarrow, Kevin Hunter                                                |
| 1978 | The Wedding Song (There Is Love) –                          | — | — | US81 (4 Wo.)US | Autoren: Noel Paul Stookey 1971 ein Hit für Stookey                                |
| 1979 | Good Friend Mary MacGregor                                  | — | — | US39 (12 Wo.)US | Autoren: Elmer Bernstein, Norman Gimble aus dem Film Babyspeck und Fleischklößchen |
| 1980 | Dancin’ Like Lovers Mary MacGregor                          | — | — | US72 (4 Wo.)US | Autoren: Larry Herbstritt, Doug Thiele                                             |

Weitere Singles
- 1978: I’ve Never Been to Me
- 1978: Memories
- 1980: Somebody Please
- 1980: Sayonara